# Берті Агерн
Патрік Бартоломью Агерн (англ. Patrick Bartholomew Ahern, ірл. Pádraig Parthalán Ó hEachthairn, відоміший як Берті Агерн, Bertie Ahern; нар. 12 вересня 1951, Дублін) — ірландський політичний діяч. Прем'єр-міністр Ірландії з червня 1997 до травня 2008.

## Біографія
Народився в Дубліні 12 вересня 1951 в сім'ї активістів руху за незалежність Ірландії. У віці 17 років вступив в Республіканську партію. У 1977, у віці 26 років, вперше oбраний до Парламенту. У 1986—1987 — лорд-мер Дубліна. У 1987—1991 — міністр праці. У 1991—1994 — міністр фінансів. У цей період заслужив репутацію умілого парламентера при формуванні різних урядових коаліцій.
Економіст за освітою (Дублінський технологічний інститут), він зростав у робітничому передмісті Дубліна. Перебуваючи на посаді міністра праці, Агерн зумів вдало вгамувати кілька страйків, чим зажив собі слави спритного арбітра у різного роду конфліктах.
Восени 1994 р. завдяки його зусиллям було укладено першу в Північній Ірландії угоду про перемир'я. Вона стала передумовою для майбутнього політичного діалогу включно з так званою Угодою на Страсний четвер 1998 року. Разом із британським прем'єром Тоні Блером він примусив протестантських і католицьких забіяк сісти за стіл переговорів. І хоч перемога радикальних протестантів на виборах у Північній Ірландії можна трактувати певним чином як поразку мирного процесу, Агерн налаштований оптимістично: В кінці 1994, після відставки республіканського уряду Альберта Рейнольдса, обраний головою Республіканської партії і став лідером опозиції. Після перемоги на виборах 1997 Республіканська партія спільно з партією Прогресивних демократів сформувала коаліційний уряд, і Агерн став наймолодшим в історії Ірландії прем'єр-міністром.
Європа від початку була для нього кревною справою, зрештою, тільки завдяки багатомільйонній допомозі із Брюсселю Ірландія перетворилася на «кельтського тигра». Водночас ірландське «ні» на референдумі домовленості, якої було досягнуто 2000 року в Ніцці щодо розширення Євросоюзу, поставило прем'єра в доволі незручне становище. Ірландія відмовилася спершу підписати угоду, оскільки так було вирішено на всенародному референдумі. Тому вина Агерна тут є лише опосередкованою: він не зумів загітувати своїх співвітчизників.
Не зважаючи на низку корупційних скандалів, що затьмарювали діяльність уряду, Агерн домігся непоганих результатів в економічній області. Крім того, він є активним учасником мирних переговорів по Північній Ірландії.
У 2002 коаліція знов виграла парламентські вибори, і Агерн зберіг свою посаду. Наступні роки були затьмарені таємною допомогою уряду американським збройним силам у війні в Іраку, а також економічною кризою. В той же час, успіхом для Агерна стало головування Ірландії в Європейському Союзі в першій половині 2004, в ході якого був узгоджений текст Конституції ЄС, а також відбувся вступ в ЄС 10 нових країн. Агерну вдалося переконати ірландців щодо корисності розширення ЄС і повторний референдум відповів «так» прийняттю 10 нових членів.
Коаліція, в яку увійшла також Партія зелених, сформувала уряд після парламентських виборах 2007; Агерн став першим прем'єр-міністром Ірландії, вибраним на третій термін поспіль.
2 квітня 2008 на прес-конференції Агерн повідомив, що піде у відставку з постів прем'єр-міністра і лідера партії «Фіанна Файл» 6 травня. На цих посадах його замінив Браян Ковен.